# TV-året 1965

## Händelser

### Augusti
- Augusti – Sony presenterar CV-2000, en tidig hem-videobandspelare, för den amerikanska marknaden.[1] Den används framför allt på universitet.

### Oktober
- Oktober – SMHI börjar sända femdygnsprognoser om vädret i Sveriges Radio-TV.[2]

## TV-program

### Sveriges Radio-TV
- 2 januari - Premiär för Farbror Storm, barn och familjeunderhållning med Sigge Fürst.
- 4 januari - Hjalmar Bergmans komedi Swedenhielms med Edvin Adolphson i huvudrollen.
- 5 januari - Carl-Gustaf gör som han vill, familjeunderhållning med Carl-Gustaf Lindstedt.
- 10 januari - Start för en ny omgång av Fråga Lund.
- 10 januari - Pjäsen Blodsbröllop med Margaretha Krook, Lars Passgård, Catrin Westerlund med flera.
- 16 januari - Start för en ny omgång av Hylands hörna med Lennart Hyland och gästartister.
- 18 januari - Bengt Bratts pjäs Nattkafé med bland andra Gösta Ekman, Kent Andersson och Erik Hell.
- 2 februari - Flicka med drömyrke, en skildring av flygvärdinnans vardag.
- 3 februari - Vi ska vara vänner, en musikalisk halvtimme med Towa Carson och Lasse Lönndahl.
- 11 februari - Premiär för Studio 65, kulturmagasin med Lars Ulvenstam.
- 13 februari - Melodifestivalen 1965, programledare: Birgitta Sandstedt.
- 19 februari - Start för en ny omgång av den tecknade serien Familjen Flinta.
- 25 februari - Seriestart för Ria träffas klockan sju med Ria Wägner.
- 8 mars - Sissan, komedi med bland andra Irma Christenson, Gunnar Björnstrand och Claes-Håkan Westergren.
- 14 mars - Ungdomsserien Farlig kurs har premiär. I rollerna bland andra Jan Tiselius, Ingvar Hirdwall, Claes Thelander och Berta Hall.
- 15 mars - TV-pjäsen Den nya kvinnan med Christina Schollin, Ove Tjernberg, Brita Billsten med flera.
- 20 mars - Säsongsstart för barnprogrammet Andy Pandy, Meta Velander sjunger och leker med de yngsta.
- 22 mars - TV-pjäsen Teparty med Sigge Fürst, Catrin Westerlund, Thomas Ungewitter med flera.
- 23 mars - Säsongspremiär för Drop In, blandad underhållning för ungdom.
- 1 april - Masthugget, Rolf Wertheimer skildrar ett stycke Göteborg som försvinner.
- 12 april - TV-pjäsen Det enda du vill med bland andra Pia Rydwall, Birgitta Stahre och Lennart Hjulström.
- 17 april - Underhållningsprogrammet Antes Super Show med Stig Grybe, Kjerstin Dellert, Lars Ekborg, Lill Lindfors med flera.
- 19 april - Annandagsbal med Cilla Ingvar, Lena Hansson, Hootenanny Singers, Sten & Stanley med flera.
- 27 april - Per Myrberg, TV-show med Per Myrberg.
- 1 maj - Judy and Liza, show med Judy Garland och Liza Minnelli från Palladium i London.
- 8 maj - Siw Malmkvist Show med Siw Malmkvist, Cornelis Vreeswijk och Gals and Pals.
- 12 maj - En stunds jazz med Monica Zetterlund och Bill Evans.
- 18 maj - Premiär för underhållningsserien Sommartvång med bland andra Carl-Gustaf Lindstedt och Torsten Lilliecrona.
- 22 maj - Underhållningsprogrammet Swingtime med Britt Damberg, Rolf Bengtsson, Staffan Broms, Leppe Sundewall med flera.
- 23 maj - TV-pjäsen Alla mina söner med bland andra Marianne Stjernqvist, Erik Hell och Jan-Olof Strandberg.
- 26 maj - Tälttokerier, ett underhållningsprogram med Robert Broberg.
- 5 juni - Premiär för underhållningsserien Landskapsleken med Birgitta Sandstedt, Torbjörn Johnsson och gästartister.
- 27 juni - Unga talanger från hela Sverige underhåller i På styva linan. Sten Carlberg är programledare. Del 1 av 11.
- 29 juni - Den amerikanska serien Min vän från Mars har svensk premiär.
- 7 juli - Sommarmagasinet Veckans allehanda med Per Grevér har premiär.
- 31 juli - Skåneland, bilder, sånger och samtal i Österlen med Jan Malmsjö och gästartister. Del 1 av 6.
- 10 augusti - Ny omgång av barnprogrammet Humle och Dumle.
- 29 augusti - Vi går till parken, 60 år på 60 minuter, en underhållningskavalkad från Malmö Folkets Park.
- 30 augusti - Topaze, komedi med Allan Edwall, Margaretha Krook, Holger Löwenadler med flera.
- 4 september - Premiär för familjeserien Niklasons med bland andra Sickan Carlsson och Karl-Arne Holmsten.
- 6 september - Gustav Vasa, skådespel av August Strindberg med bland andra Oscar Ljung, Jan Malmsjö och Gunnel Broström.
- 12 september - Greta Garbo, ett porträtt om den gudomliga filmstjärnan inför hennes 60-årsdag.
- 14 september - Norra Smedjegatan 5, Staffan Lamm besöker hyresgästerna i ett gammalt hörnhus i Stockholm.
- 16 september - Thore Skogman är glad en stund, Thore Skogman med gästartisterna Runo Sundberg och Renée Agén.
- 18 september - Musikfrågeleken Fyrklang med Bo Teddy Ladberg har premiär.
- 23 september - Premiär för magasinet Bokuppslaget med Tone Bengtsson.
- 29 september - Anna Sundqvist Show, underhållning med Anna Sundqvist, Jörgen Edman och Beatmakers med Boris.
- 6 oktober - Säsongsstart för Träna med TV, motionsprogram med Folke Mossfeldt och Bernt Bernholm.
- 11 oktober - Lustspelet Herr Dardanell och hans äventyr på landet med Willy Peters, Gösta Ekman, Håkan Serner med flera.
- 30 oktober - Gullmaren, Nils Dahlbeck berättar om Gullmarsfjorden.
- 8 november - Aftonstjärnan, komedi av Hjalmar Bergman med bland andra Isa Quensel, Stig Järrel och John Elfström.
- 20 november - Ramel i rutan, TV-show med Povel Ramel, Gunwer Bergkvist, Mikael Ramel, Monica Zetterlund med flera.
- 20 november - Shanes - 4 dygn med ett popband, dokumentär om popgruppen Shanes.
- 28 november - Årets adventskalender är Farbror Pekkas handelsbod.[3]
- 4 december - Gunnar Wiklund Show, Gunnar Wiklund med gästartisterna Katie Rolfsen, Lena Söderblom med flera.
- 24 december - Julen är kommen, dans kring granen med Lennart Hyland och många glada barn.
- 26 december - Lustspelet Hans nåds testamente i regi av Jan Molander med Gunnar Björnstrand, Karin Kavli, Allan Edwall, Lars Passgård med flera.
- 31 december - Nyårskadrilj, underhållning med Grynet Molvig, Anita Lindblom, Rolf Björling med flera.

## Födda
- 20 maj - Ted Allen, amerikansk kock och programledare i TV.
- 19 september - Sara Kadefors, svensk författare, journalist, manusförfattare och programledare.
- 5 oktober - Ellinor Persson, svensk programledare i TV.
- 9 december - Madeleine Westin-Bergh, svensk meteorolog, TV-programledare och författare.

### Fotnoter
1. ↑  1965: CV-2000D - An early (working) Sony consumer Videorecorder, läst 19 juli 2009.
2. ↑  John Pohlmans blogg 21 november 2010 - TV-väder historik del 9 Arkiverad 15 december 2010 hämtat från the Wayback Machine.
3. ↑  ”Jultradition”. Arkiverad från originalet den 25 april 2012. https://web.archive.org/web/20120425112719/http://www.jultradition.se/tv.htm. Läst 26 mars 2011.